# Кунвиньку
Кунвиньку или гунвинггу (Kunwinjku, Gunwinggu, Bininj Gunwok, Mayali) — аборигенный язык, распространенный в северной Австралии, на западе Арнем-Ленда.

## Генеалогическая и ареальная информация
Кунвиньку относится к собственно гунвинггуанской ветви кунвинькуской семьи коренных языков Австралии. Согласно гипотезе Николаса Эванса, кунвинькуские (или гунвинггуанские) языки родственны языкам семьи пама-ньюнга и вместе с ними образуют макросемью семью макро-пама-ньюнга.
Область распространения кунвиньку относится к Северной территории и ограничена Национальным парком Какаду с запада, Арафурским морем с севера, рекой Блит с востока и регионом Кэтрин на юге.

## Социолингвистическая информация
Крупнейший населенный пункт, в котором говорят на кунвиньку — посёлок Кунпаланья. Этническое население в этом поселке составляет около 900 человек (по данным регионального совета западного Арнема 1,174), почти все из них говорят на кунвиньку. Согласно Эвансу, носители составляют примерно половину от общего числа владеющих языком: для остальных он является вторым, так как используется в качестве лингва франка в коммуникации носителей разных аборигенных языков (ивайтя, маунг, тявойн, нтьеппана, ремпаррнга, талапон).
По разным данным кунвиньку включает в себя от 5 до 6 диалектов — 5 в Ethnologue (куматир, муралитпан, куне, кунтьейхми и маяли) и 6 у Эванса (кунвиньку, куниньку, кунтьейхми, маяли, кунтетьменхми и куне с двумя поддиалектами).

## Типологическая характеристика

### Степень свободы выражения грамматических значений
Подобно большинству кунвинькуских языков, кунвиньку является полисинтетическим. Глагол может присоединять около двенадцати аффиксов, выражающих лексические и грамматические признаки субъекта, объекта и других членов предложения.
```
Aban-yawoith-warrgah-marne-ganj-ginje-ng.
1/3pl-снова-неправильный-BEN-мясо-готовить-PP
"Я снова приготовил для них неправильное мясо."
[
3
]
```

### Характер границы между морфемами
Кунвиньку является преимущественно агглютинативным языком. При этом кумулятивно в нём выражаются, например, показатели актантов на глаголе:
```
Ga-rrarrkid, galuk nga-rrarrgid-ma-ng.
3-живой FUT 1/3-живой-забрать-NP
"Оно живое, я заберу его живым."
```

```
Ngudda ngadburrung yi-ngeibu-n balanda raft, ngad ngarri-ngeibu-n binjinj, wularl.
ты брат 2/3-звать-NP баланда raft мы 1а/3-звать-NP абориген wularl
"Ты, брат, называешь это 'raft' в баланда (язык), мы, аборигены, называем это 'wularl'".
[
3
]
```

### Локус маркирования

#### В посессивной именной группе
В посессивных именных группах представлено зависимостное маркирование, то есть посессивный показатель приписан обладающему:
```
kunrurrk Kunwinjku-kenh
дом кунвиньку-GEN
"дом кунвиньку"
```

```
manih manme wurd-kenh
DE еда дети-GEN
"это еда детей"
[
5
]
```

#### В предикации
В предикации представлено вершинное маркирование — все грамматические показатели приписаны глаголу:
```
A-bid-garrme-ng daluk.
1/3-рука-трогать-PP женщина
"Я потрогал женщину за руку."
[
3
]
```

### Тип ролевой кодировки
Роли глагольных актантов в кунвиньку маркируются вершинно, при глаголе. Ролевая кодировка аккузативная. Показатели субъекта и объекта часто выражаются кумулятивно, роль объекта третьего лица выражается нулевым показателем:
```
Bandi-marne-ganj-ginje-ng
3aSUBJ/3plOBJ-BEN-мясо-готовить-PP
"Они приготовили мясо для них."
```

```
Nga-ø-ganj-ginje-ng.
1SUBJ-3OBJ-мясо-готовить-PP.
"Я приготовил мясо."
[
3
]
```

Как видно из примеров, выражение грамматической роли привязано к лицу актанта, а не к самому актанту. В случаях, когда актанты относятся к одному и тому же лицу, возникают двусмысленности, подобные рассмотренным в разделе «Базовый порядок слов».
В диалектах куне и маяли факультативно употребляется эргатив (его функцию выполняет показатель инструментального падежа -yih).
```
Wurruyung bi-dulubo-m?
черепаха 3/3hP-пронзить-PP
"Черепаха пронзила её (ехидну)?"
```

```
Wurruyung-yih bi-dulubo-m
черепаха-ERG 3/3hP-пронзить-PP
"Черепаха пронзила её."
[
3
]
```

### Базовый порядок слов
По свидетельствам Эванса, порядок главных грамматических ролей в кунвиньку не фиксирован: одно и то же предложение носители признавали в равной степени грамматичным как для перевода «Дьявол укусил крокодила», так и для перевода «Крокодил укусил дьявола». Это очень редкая типологическая особенность. Возможно, параметр базового порядка слов нерелевантен для этого языка.
```
Na-marnde bi-baye-ng ginga.
I-devil 3/3hP-кусать-PP крокодил
"Дьявол укусил крокодила." ИЛИ "Крокодил укусил дьявола."
[
3
]
```

## Особенности

### Фонологические
В системе фонем кунвиньку есть парные смычные и носовые согласные фонемы всех мест образования, кроме глоттальных, нет фрикативов и большой инвентарь плавных (две ротических и две боковых согласных). Эта система типична для большинства языков центрального Арнем-Ленда, но выделяется из большинства других Австралийских языков наличием гортанной смычки, двух рядов смычных (долгих и кратких) и пяти гласных фонем, не различающихся по долготе.

### Морфосинтаксические
В отличие от большого числа североавстралийских языков, таких как маунг и нункупую, у глаголов отсутствует согласование по роду.

### Лексические

#### Именные классы
В кунвиньку имеется четыре именных класса с префиксами na-, ngal-, kun- и man-. Им соответствуют относительные местоимения nawu, ngalbu, kunu и manbu (исторически все они получаются сложением названия класса и форманта bu). Правда, существуют носители, которые для всех классов употребляют местоимение nawu или используют другие комбинации (nawu для первого и второго классов и/или manbu для третьего и четвёртого). Такая вариантивность свидетельствует о разрушении системы именных классов в языке.

#### Система терминов родства
В нескольких диалектах кунвиньку распространена трехместная система терминов родства вида «тот, кто является моим X-ом и твоим Y-ом, при том, что я твой Z». Она является почти уникальной: подобные системы, кроме Австралии, зафиксированы только в долине Амазонки. По словам Эванса, эти системы в диалектах кунвиньку насчитывают сотни слов. Небольшая часть одной из таких систем (kun-derbi) выглядит так:
| al-garrng          | тот, кто является твоим garrang (матерью) и моей дочерью, принимая во внимание, что я мать-твоей-матери (gakkak)                             |
| al-doingu          | тот, кто является твоей дочерью и моей матерью, принимая во внимание, что ты мать-моей-матери (gakkak)                                       |
| al-gakkkak         | тот, кто твой gakkak (мать-твоей-матери) и моя мать, принимая во внимание, что я твоя мать                                                   |
| arduk gakkak       | тот, кто является моей gakkak и твоей матерью, принимая во внимание, что ты моя мать                                                         |
| al-bolo            | [дословно — старая женщина] тот, кто является матерью одного из нас и свекровью/тещей для другого, принимая во внимание, что мы — муж и жена |
| na-/al-minjdjadngu | тот, кто является дочерью моей дочери и твоим ganjok, принимая во внимание, что я называю тебя gakkak                                        |
| nangalayngu        | тот, кто является моим отцом и нашим дядей, принимая во внимание, что ты мой двоюродный брат/сестра                                          |

## Список глосс
- a — augmented
- BEN — benefactive applicative
- DE — demonstrative
- ERG — ergative
- FUT — future
- GEN — genitive
- NP — non-past
- OBJ — object
- pl — plural
- PP — past perfective
- SUBJ — subject
- IV — четвёртый именной класс (обычно среднего рода)
- 1, 2, 3 — показатели лица
- 1/3 и т. п. — Subject/Object